# Élections législatives néo-zélandaises de 2008
Les élections législatives néo-zélandaises de 2008 se sont tenues en Nouvelle-Zélande le 8 novembre 2008. Les élections ont permis l'élection d'un nouveau parlement (Chambre des représentants), dont est issu le premier ministre, John Key.
Les deux principaux candidats à ce poste étaient Helen Clark, la Première ministre sortante, du Parti travailliste (centre gauche), au pouvoir depuis 1999 et candidate pour un quatrième mandat, et John Key, chef de l'Opposition et du Parti national (centre droit) depuis 2006. Toutefois, les petits partis exercent également une influence non négligeable, puisque le parlement est élu selon un système de représentation proportionnelle. Par exemple, le gouvernement travailliste sortant comprenait des ministres issus d'une coalition avec le Parti progressiste, et dépendait également du soutien des partis Nouvelle-Zélande d'abord et United Future, ainsi que des Verts.
Au cours des mois précédant l'élection, l'ensemble des sondages donnaient John Key gagnant.

## Résultats

### Résultat global
|                           |                           |                  |                  |                  |                  |                 |                 |                 |                 |              |               |  |  |  |
| Parti                     | Parti                     | Circonscriptions | Circonscriptions | Circonscriptions | Circonscriptions | Proportionnelle | Proportionnelle | Proportionnelle | Proportionnelle | Total sièges | +/-           |  |  |  |
| Parti                     | Parti                     | Voix             | %                | Sièges           | +/-              | Voix            | %               | +/-             | Sièges          | Total sièges | +/-           |  |  |  |
|                           | Parti national            | 1 072 024        | 46,60            | 41               | 10               | 1 053 398       | 44,93           | 5,83            | 17              | 58           | 10            |  |  |  |
|                           | Parti travailliste        | 810 238          | 35,22            | 21               | 10               | 796 880         | 33,99           | 7,11            | 22              | 43           | 7             |  |  |  |
|                           | Parti vert                | 129 584          | 5,63             | 0                | en stagnation    | 157 613         | 6,72            | 1,42            | 9               | 9            | 3             |  |  |  |
|                           | Nouvelle-Zélande d'abord  | 38 813           | 1,69             | 0                | en stagnation    | 95 356          | 4,07            | 1,65            | 0               | 0            | 7             |  |  |  |
|                           | ACT New Zealand           | 68 852           | 2,99             | 1                | en stagnation    | 85 496          | 3,65            | 2,14            | 4               | 5            | 3             |  |  |  |
|                           | Parti māori               | 76 836           | 3,34             | 5                | 1                | 55 980          | 2,39            | 0,27            | 0               | 5            | 1             |  |  |  |
|                           | Parti progressiste        | 25 981           | 1,13             | 1                | en stagnation    | 21 241          | 0,91            | 0,25            | 0               | 1            | en stagnation |  |  |  |
|                           | Avenir uni                | 25 955           | 1,13             | 1                | en stagnation    | 20 497          | 0,87            | 1,80            | 0               | 1            | 2             |  |  |  |
|                           | Autres                    | 51 983           | 2,26             | 0                | en stagnation    | 58 105          | 2,48            | -               | 0               | 0            | en stagnation |  |  |  |
|                           |                           |                  |                  |                  |                  |                 |                 |                 |                 |              |               |  |  |  |
| Suffrages exprimés        | Suffrages exprimés        | 2 300 266        | 96,79            |                  |                  | 2 344 566       | 98,66           |                 |                 |              |               |  |  |  |
| Votes blancs et invalides | Votes blancs et invalides | 76 214           | 3,21             | 31 914           | 1,34             |                 |                 |                 |                 |              |               |  |  |  |
| Total                     | Total                     | 2 376 480        | 100              | 70               | 1                | 2 376 480       | 100             | -               | 52              | 122          | 1             |  |  |  |
| Abstentions               | Abstentions               | 614 279          | 20,54            |                  |                  | 614 279         | 20,54           |                 |                 |              |               |  |  |  |
| Inscrits/Participation    | Inscrits/Participation    | 2 990 759        | 79,46            | 2 990 759        | 79,46            |                 |                 |                 |                 |              |               |  |  |  |